# Gestour
La Gestour S.p.A è una compagnia di navigazione italiana, operativa nel trasporto di merci e passeggeri nel golfo di Napoli.

## Storia
Fondata nel 1994 a Pozzuoli, in provincia di Napoli, opera con 3 traghetti e 2 motonavi nei collegamenti da Pozzuoli alle isole di Ischia e Procida.

## Flotta
| Tipo                | Unità        | Anno di costruzione | Lunghezza (m) | Stazza (t.s.l.) | Capacità passeggeri | Capacità auto | Velocità in nodi | Note                                                 | Immagine |
| ------------------- | ------------ | ------------------- | ------------- | --------------- | ------------------- | ------------- | ---------------- | ---------------------------------------------------- | -------- |
| Ferry               | Don Peppino  | 1964                | 56,22         | 1.280           | 650                 | 40            | 11               |                                                      |          |
| Ferry               | Macaiva      | 1979                | 45            | 631,45          | 502                 | 20            | 14,5             |                                                      |          |
| Ferry               | Lady Carmela | 1977                | 78,52         | 1.681           | 750                 | 60            | 15               | In disarmo a Napoli dal 2022 in attesa di acquirenti |          |
| Motonave passeggeri | Myriam       | 1999                | 45            | 199,17          | 400                 | /             | 14               |                                                      |          |

### Flotta del passato
| Unità             | Anni di servizio per Gestour | Stato             | Anno di costruizione | Lunghezza | Stazza | Capacità passeggeri | Capacità auto | Velocità in nodi |
| ----------------- | ---------------------------- | ----------------- | -------------------- | --------- | ------ | ------------------- | ------------- | ---------------- |
| Adriatic Princess | 1994-2021                    | Attuale Nautilius | 1989                 | 32        | 96     | 325                 | 0             | 18               |

## Rotte
| Rotta                       | Traghetto           | Durata | Frequenza        |
| --------------------------- | ------------------- | ------ | ---------------- |
| Pozzuoli-Ischia             | Don Peppino/Macaiva | 1 h    | giornaliera      |
| Pozzuoli-Procida            | Don Peppino/Macaiva | 1 h    | giornaliera      |
| Pozzuoli-Casamicciola Terme | Don Peppino/Macaiva | 1 h    | Solo la domenica |